# بيل لورانس (لاعب كرة قاعدة)
بيل لورانس (بالإنجليزية: Bill Lawrence)‏ هو لاعب كرة قاعدة أمريكي، ولد في 11 مارس 1906 في سان ماتيو في الولايات المتحدة، وتوفي في 15 يونيو 1997 في ريدوود في الولايات المتحدة.

## وصلات خارجية
- بيل لورانس على موقعبيزبول رفرنس.كوم (الدوري الرئيسي) (الإنجليزية)
- بيل لورانس على موقعبيزبول رفرنس.كوم (الدوري الثانوي) (الإنجليزية)